# 第50回カンヌ国際映画祭
第50回カンヌ国際映画祭（だい50かいカンヌこくさいえいがさい）は、1997年5月7日から5月18日にかけて開催された。
コンペティション部門に出品されていた今村昌平の『うなぎ』がパルム・ドールを受賞。また、河瀬直美の『萌の朱雀』が、新人監督に贈られるカメラ・ドールを受賞したことによって、日本映画が大きく注目された。

## 受賞結果
- パルム・ドール：『桜桃の味』（アッバス・キアロスタミ）、『うなぎ』（今村昌平）
- グランプリ：『スウィート ヒアアフター』（アトム・エゴヤン）
- 審査員賞：『ニノの空』（マニュエル・ポワリエ）
- 監督賞：ウォン・カーウァイ（『ブエノスアイレス』）
- 男優賞：ショーン・ペン（『シーズ・ソー・ラヴリー』）
- 女優賞：キャシー・バーク（『ニル・バイ・マウス』）
- 脚本賞：ジェームズ・シェイマス（『アイス・ストーム』）
- カメラ・ドール：河瀬直美（『萌の朱雀』）
- 第50回記念特別賞：『炎のアンダルシア』（ユーセフ・シャヒーン）

## 審査員

### コンペティション部門
- 審査委員長
  - イザベル・アジャーニ（フランス/女優）
- 審査員
  - コン・リー（中国/女優）
  - リュック・ボンディ（スイス/監督）
  - マイク・リー（イギリス/監督）
  - ミラ・ソルヴィノ（アメリカ/女優）
  - ナンニ・モレッティ（イタリア/監督）
  - ティム・バートン（アメリカ/監督）
  - パトリック・デュポン（フランス/ダンサー）
  - ポール・オースター（アメリカ/作家）
  - マイケル・オンダーチェ（カナダ/作家）

### カメラ・ドール部門
- 審査委員長
  - フランソワーズ・アルヌール（フランス/女優）

## 上映作品

### コンペティション部門
| 題名 原題                                      | 監督                       | 製作国                          |
| ---------------------------------------------- | -------------------------- | ------------------------------- |
| アサシンズ Assassin(s)                         | マチュー・カソヴィッツ     | フランス                        |
| ブエノスアイレス 春光乍洩                      | ウォン・カーウァイ         | イギリス領香港                  |
| ファニーゲーム Funny Games                     | ミヒャエル・ハネケ         | オーストリア                    |
| Il Principe Di Homburg (The Prince of Homburg) | マルコ・ベロッキオ         | イタリア                        |
| キニとアダムス Kini & Adams                    | イドリッサ・ウエドラオゴ   | ブルキナファソ フランス         |
| L.A.コンフィデンシャル L.A. Confidential       | カーティス・ハンソン       | アメリカ合衆国                  |
| 視線のエロス La femme défendue                 | フィリップ・アレル         | フランス                        |
| 遙かなる帰郷 La tregua                         | フランチェスコ・ロージ     | イタリア フランス ドイツ スイス |
| ニル・バイ・マウス Nil by Mouth                | ゲイリー・オールドマン     | イギリス フランス               |
| シーズ・ソー・ラヴリー She's So Lovely         | ニック・カサヴェテス       | アメリカ合衆国                  |
| 桜桃の味 Ta'm-e-Gīlāss                         | アッバス・キアロスタミ     | イラン                          |
| ブレイブ The Brave                             | ジョニー・デップ           | アメリカ合衆国                  |
| エンド・オブ・バイオレンス The End of Violence | ヴィム・ヴェンダース       | ドイツ アメリカ合衆国 フランス  |
| アイス・ストーム The Uce Storm                 | アン・リー                 | アメリカ合衆国                  |
| 悪魔のくちづけ The Serpent's Kiss              | フィリップ・ルースロ       | イギリス                        |
| スウィート ヒアアフター The Sweet Hereafter    | アトム・エゴヤン           | カナダ                          |
| 女と女と井戸の中 The Well                      | サマンサ・ラング           | オーストラリア                  |
| うなぎ                                         | 今村昌平                   | 日本                            |
| ウェルカム・トゥ・サラエボ Welcome to Sarajevo | マイケル・ウィンターボトム | イギリス アメリカ合衆国         |
| ニノの空 Western                               | マニュエル・ポワリエ       | フランス                        |

### 特別招待作品
- ウープ・ウープ - ステファン・エリオット（イギリス）
- ゴースト - スタン・ウィンストン（アメリカ）
- 世界の始まりへの旅 - マノエル・デ・オリヴェイラ（ポルトガル、フランス）
- ニルヴァーナ - ダニー・パン（フランス、イタリア）
- ハムレット - ケネス・ブラナー（イギリス）
- フィフス・エレメント - リュック・ベッソン（フランス、アメリカ）
- ブラックアウト - アベル・フェラーラ（アメリカ）
- 炎のアンダルシア - ユーセフ・シャヒーン（エジプト、フランス）
- 目撃 - クリント・イーストウッド（アメリカ）

### ある視点部門
| 題名 原題                                                                                | 監督                               | 製作国                                               |
| ---------------------------------------------------------------------------------------- | ---------------------------------- | ---------------------------------------------------- |
| 12階 12 Storeys                                                                          | エイック・クー                     | シンガポール                                         |
| A Casa                                                                                   | シャルナス・バルタス               | フランス リトアニア ポルトガル                       |
| A, B, C... Manhattan                                                                     | アミール・ナデリ                   | アメリカ合衆国                                       |
| Akrebin Yolculugu (The Clock Tower)                                                      | オメル・カヴール                   | トルコ                                               |
| American Perfekt                                                                         | ポール・チャート                   | アメリカ合衆国                                       |
| ロシアン・ブラザー Брат                                                                  | アレクセイ・バラバノフ             | ロシア                                               |
| 東宮西宮 Dong gong xi gong                                                               | チャン・ユアン                     | 中国 フランス                                        |
| Enskilda Samtal                                                                          | リヴ・ウルマン                     | スウェーデン                                         |
| Gudia                                                                                    | ゴータム・ゴーシュ                 | インド                                               |
| ゴダールの映画史 Histoire(s) du cinéma                                                   | ジャン＝リュック・ゴダール         | フランス ※「3A」「4A」の35ミリプリント・ヴァージョン |
| In the Company of Men                                                                    | ニール・ラビュート                 | アメリカ合衆国                                       |
| Inside/Out                                                                               | ロブ・トレジェンザ                 | アメリカ合衆国                                       |
| Wind Echoing in My Being                                                                 | チョン・スーイル                   | 韓国                                                 |
| エストレーリャ（星）のまわりで La Buena estrella                                         | リカルド・フランコ                 | スペイン                                             |
| La Cruz                                                                                  | アレハンドロ・アグレスティ         | アルゼンチン フランス                                |
| ラブ&デス Love and Death on Long Island                                                  | リチャード・クウィートニオースキー | イギリス                                             |
| 不滅の名優マルチェロ・マストロヤンニ Marcello Mastroianni: mi ricordo, sì, io mi ricordo | アンナ・マリア・タト               | イタリア                                             |
| マルセイユの恋 Marius et Jeannette                                                       | ロベール・ゲディギャン             | フランス                                             |
| Queen Victoria 至上の恋 Mrs. Brown                                                       | ジョン・マッデン                   | イギリス                                             |
| 情事の後 Post coitum, animal triste                                                      | ブリジット・ルーアン               | フランス                                             |
| SUNDAY それぞれの黄昏 Sunday                                                             | ジョナサン・ノシター               | アメリカ合衆国                                       |
| ウィットマン・ボーイズ Witman fiúk                                                       | ヤノーシュ・サース                 | ハンガリー フランス ポルトガル                       |